# Паровоз 475.1
Паровоз 475.1 — паровоз, выпускавшийся на заводе Škoda с 1947 по 1950 год для нужд компании Československé státní dráhy.
За свой элегантный внешний вид паровоз получил прозвище «Дворянка» (чеш. Šlechtična).
Паровоз был разработан для скорых пассажирских поездов и экспрессов, однако мог водить и грузовые поезда. Заказ на 172 локомотива был размещён на заводе Шкода в городе Пльзень, но выпущено только 147 машин, причём паровозы с заводскими номерами с 1148 по 1172 (25 паровозов) были поставлены в страны СЭВ, в том числе несколько машин в Северную Корею.
Низкая осевая нагрузка паровоза в 15 тонн на ось делала паровоз универсальным, локомотив мог использоваться и на линиях, имеющим слабое верхнее строение пути.

## Паровоз 475.1 в кино
- В начале фильма «Пропавшие банкноты» показано, как под паровозом 475.1 следует поезд, в котором из Государственного банка Чехословакии в Праге в отделение банка в Брно в почтовом вагоне перевозят крупную сумму вновь напечатанных денег. Вагон взрывается на 201-м километре линии Прага — Брно, паровоз сходит с рельс[1].